# Кључне вештине
Кључне вештине (енг. soft skills, power skills, common skills, essential skills, или core skills; у српском се уврежио буквалан превод са енглеског „меке вештине“) су психосоцијалне вештине које су уопштено потребне за све професије. У ове вештине спадају критичко размишљање, решавање задатака, јавни говор, вештине писане комуникације у професионалном контексту, способност за рад у тиму, дигитална писменост, лидерске вештине, вештине професионалног понашања, радна етика, вештине управљања каријером и интеркултурна компетентност. Насупрот кључним вештинама, издвајају се стручне или техничке вештине (енг. hard skills), које се разликују од професије до професије.
Реч „вештина“ указује на практичну примену. Овај термин има широко значење и описује одређену способност за извршавање задатака почевши од лакших, попут тога како шутнути лопту, до тежих, попут тога како бити креативан, где реч вештина описује способност овладавања радњама којима се тешко управља.

## Концепт кључних вештина
Кључне вештине су лични атрибути који особи омогућавају ефективну интеракцију. Ове вештине могу укључивати друштвене вештине, вештине комуникације, језичке вештине, личне навике, когнитивну и емоционалну емпатију, вештине управљања временом, способност за рад у тиму и лидерске особине. Дефиниција заснована на прегледу литературе објашњава да су кључне вештине кровни термин за вештине које спадају у три области: интерперсоналне вештине, друштвене вештине и личне особине потребне за развој каријере.
Значај кључних вештина лежи у томе што оне надилазе специфичне области. Оне сачињавају групу способности које се могу користити у сваком аспекту људског живота, без икакве потребе да се прилагођавају датој ситуацији. Њихова широка применљивост помаже „људима да се прилагоде и понашају на позитиван начин како би могли да се ефективно носе са изазовима у професионалном и свакодневном животу.“ Кључне вештине чине човека флексибилним у свету који се константно мења. 
Интересовање за кључне вештине порасло је последњих година. Што се више истраживања спроводи, то већи број људи разуме значај овог појма. Велики број инвестиционих компанија и светских организација које улажу у тренинге и развој ове области су добар показатељ тог интересовања. Европска комисија је 2012. године покренула програм Агенда за нове вештине и послове како би тренирала младе и приближила им овај нови скуп вештина.
У 21. веку, кључне вештине су оно што нас издваја од других, нужни услов за запошљивост и успех у животу. Добитник Нобелове награде економиста Џејмс Хекман тврди да су „кључне вештине предсказатељ успеха у животу, да из њих тај успех лако проистиче, а да су програми који развијају кључне вештине важан део успешног портфолија јавних политика“. Значај који послодавци придају овој теми огледа се у чињеници да су кључне вештине сада под‌једнако важне као просек оцена (некада гледан као најважнији фактор при одлучивању) када се ради о запошљавању нових радника.
Велика потражња, као и распрострањена конфузија око тумачења термина кључне вештине и тренинга истих, представљају два елемента који могу објаснити недостатак кључних вештина на тржишту. Послодавци имају потешкоћа да нађу лидере и раднике који могу да држе корак са растућим тржиштем послова. Истраживање из 2019. године показује да три четвртине послодаваца има потешкоће у проналажењу дипломаца са кључним вештинама које су неопходне њиховим компанијама.

## Стручне вештине наспрам кључних вештина
„Стручне вештине укључују техничке или административне вештине.“ Термин „кључне вештине“ се, обично, користи да се „реферира на „емоционалну страну“ људских бића, насупрот количнику интелигенције који се односи на стручне вештине.“ Стручне и кључне вештине се обично дефинишу као слични концепти или комплементарни појмови, што показује да су ове две другачије врсте способности уско повезане.
Стручне вештине су раније биле једине вештине неопходне за запослење у струци и могле су бити генерално мерене на основу образовања, радног искуства кандидата или путем интервјуа. Сматрало се да је успех у послу везан искључиво за техничку способност извршавања задатака. Из овог разлога, послодавци и компаније су запошљавали нове људе искључиво на основу њихових објективних компетенција. Ово појашњава зашто данас постоји мање људи са развијеним кључним вештинама, него радника са развијеним стручним вештинама.
Овај тренд се последњих година променио, делом због тога што све више предузећа усваја хибридно пословно окружење. Стручне вештине су још увек фундаменталне, али су се „меке“ вештине изједначиле по важности. Према речима професора лидерства Роберта Лавасера, већина истраживача из тог поља које је интервјуисао је оценило те вештине битнијим од техничких вештина. Студије Истраживачког института Станфорд и Фондације Карнеги Мелон изведене са извршним директорима са листе Fortune 500 потврђују ову идеју успостављајући да дугорочни успех на послу зависи 75% од кључних вештина, а само 25% од техничких вештина.